# Alice di Forcalquier
Alice di Forcalquier o d'Urgell (... – tra il 1212 ed il 1219) fu contessa di Forcalquier dal 1209 alla sua morte, unitamente al figlio Guglielmo di Sabran in contrapposizione alla nipote Garsenda di Sabran.

## Origine
Era la figlia terzogenita del conte di Forcalquier, Bertrando I d'Urgell e di Josserande de Flotte, figlia di Arnoldo di Flotte e della moglie, Adelaide di Comps.
Bertrando I di Forcalquier era il figlio secondogenito del conte di Forcalquier, Guglielmo III e di Garsenda d'Albon, figlia del conte d'Albon, Ghigo III e della moglie, Matilda (o regina), nobile inglese di cui non si conoscono gli ascendenti, ma che secondo alcuni era figlia di Edgardo Atheling.

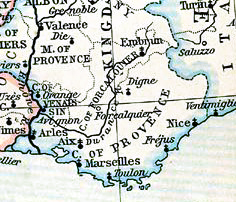
Divisione della Provenza tra contea e marchesato di Provenza e contea di Forcalquier, nel 1184

## Biografia
Di Alice si hanno poche notizie. Nel 1180, venne data in moglie a un nobile provenzale della famiglia De Sabran, Guiraud II Amic († 1213), figlio di Guiraud I Amic (barone alla corte del conte di Tolosa, Raimondo IV) e della moglie, Galburge di Caylar, discendente da Raniero di Caylar, che era suo nonno.
Suo fratello, il primogenito Bertrando II morì il 13 maggio del 1207; l'altro fratello, il secondogenito, Guglielmo IV, che era stato aggregato al governo della contea, rimasto unico conte, non governò la contea a lungo, infatti morì circa due anni dopo; secondo l'Obituaire du chapitre de Saint-Mary de Forcalquier, Guglielmo IV morì il 7 ottobre del 1209. Secondo la nota dello stesso Obituaire du chapitre de Saint-Mary de Forcalquier, il conte Guglielmo IV, nel febbraio di quello stesso anno, come risulta dagli archivi del Bouches-du-Rhône, aveva fatto testamento a favore della nipote (pronipote di Alice), Garsenda di Sabranl; sempre secondo la nota dello stesso Obituaire du chapitre de Saint-Mary de Forcalquier, nel novembre di quello steso anno, come risulta dagli archivi del Bouches-du-Rhône, sua nipote Garsenda aveva depositato l'atto di rinuncia alla Contea di Forcalquier a favore del figlio, Raimondo Berengario IVl, già conte di Provenza.
A Guglielmo IV che aveva solo una figlia femmina, che gli era premorta, succedette Garsenda di Sabran, la più grande delle due nipoti.
A questa decisione si oppose Alice, sorella minore di Guglielmo IV, che in quanto, in assenza di eredi maschi, essendo la discendente diretta del conte di Forcalquier, Bertrando I d'Urgell, assunse il titolo di contessa di Forcalquier.
Alice associò al governo della contea il figlio secondogenito, Guglielmo di Sabran, che, per alcuni anni, si batté per poter conservare il titolo alla madre, Alice.
Dopo la sua morte, avvenuta tra il 1212 ed il 1219, il figlio secondogenito, Guglielmo di Sabran, ereditò il suo titolo e continuò la lotta contro la cugina e dopo il 1216, contro il cugino, Raimondo Berengario IV, rientrato in Provenza dal regno di Aragona.

## Figli
Alice al marito Guiraud II Amic diede tre figli:
- Guiraud III Amic († nel 1215), Signore di Thor de Châteauneuf (Sabran)
- Guglielmo di Sabran († nel 1250), conte di Forcalquier
- Amic di Sabran.

### Fonti primarie
- (LA)  Gallia Christiana Novissima, Tome I, Aix,.
- (LA)  Obituaire du chapitre de Saint-Mary de Forcalquier.
- (LA)  Histoire Générale de Languedoc, Tome V, Preuves.

### Letteratura storiografica
- Louis Halphen, Il regno di Borgogna, in «Storia del mondo medievale», vol. II, 1999, pp. 807–821
- Paul Fournier, Il regno di Borgogna o d'Arles dall'XI al XV secolo, in «Storia del mondo medievale», vol. VII, 1999, pp. 383–410
- (FR)  Gallia Christiana Novissima, Tome I, Province d'Aix.
- (FR)  Histoire générale des Alpes Maritimes ou Cottiènes par Marcellin Fornier, Continuation, Tome I.